# Morocco
Morocco – miasto w Stanach Zjednoczonych, w stanie Indiana, w hrabstwie Newton.